# Charles Cardale Babington

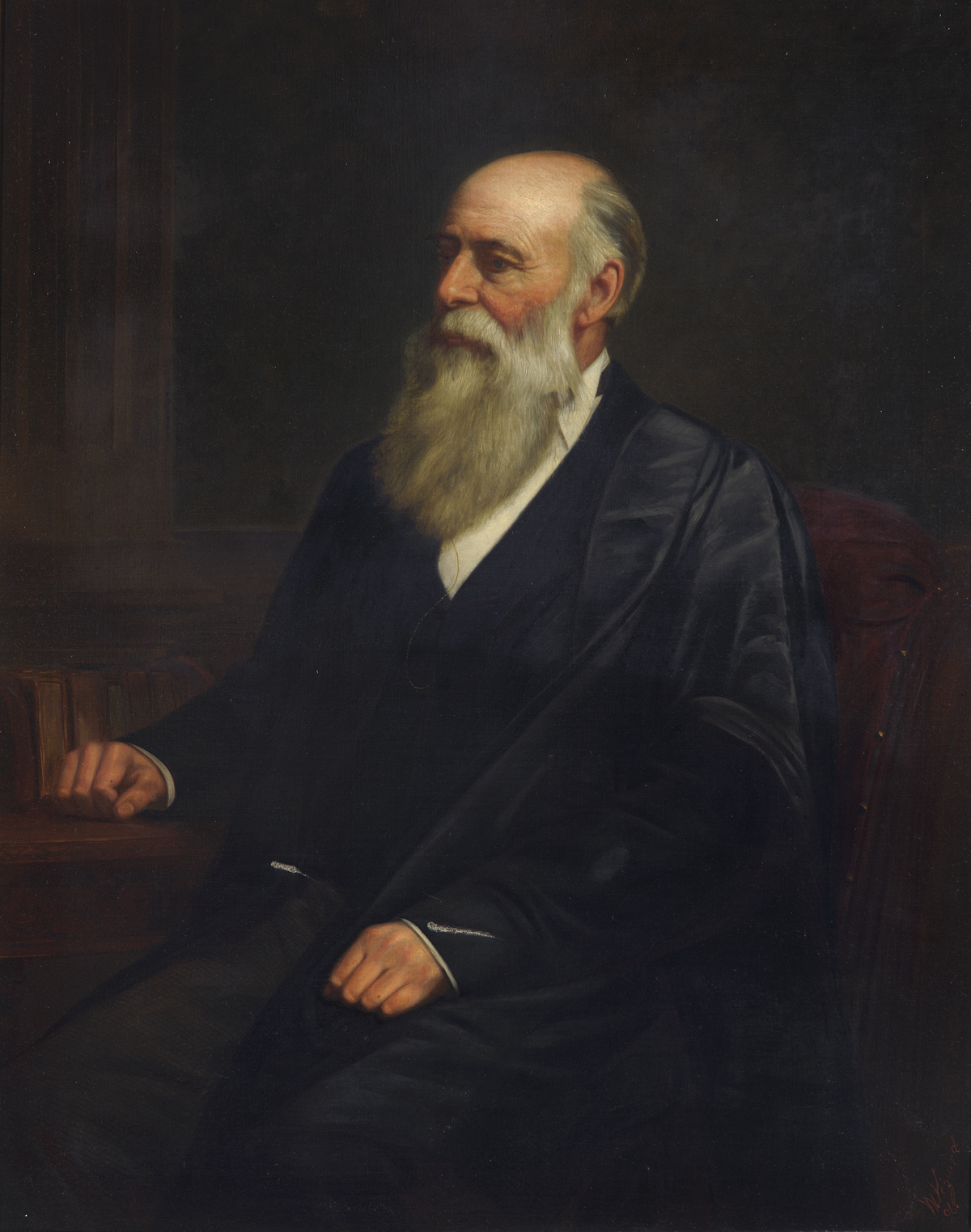
Cardale Babington auf einem Gemälde von W. Vizard aus dem Jahr 1896

Charles Cardale Babington (* 23. November 1808 in Ludlow; † 22. Juli 1895 in Cambridge) war ein britischer Botaniker und Archäologe. Sein offizielles botanisches Autorenkürzel lautet „Bab.“ Babington ist der Autor des lange Zeit als Standardwerk über die britische Flora geltenden Manual of British Botany, dessen erste Auflage 1843 erschien. Nach dem Tod von John Stevens Henslow wurde Babington 1861 dessen Nachfolger auf dem Lehrstuhl für Botanik an der University of Cambridge.

## Leben und Wirken
Charles Cardale Babington war ein Sohn von Joseph Babington (1768–1826) und dessen Frau Catherine, geborene Whitter. Sein als Arzt ausgebildeter Vater wurde nach seiner Geburt ordiniert. Aufgrund seiner Tätigkeit als Geistlicher zog Babingtons Familie häufig um, anfangs hauptsächlich in den Midlands und später in Wessex, was mit häufigen Schulwechseln Babingtons verbunden war. Schließlich setzte sich sein Vater in Bath zu Ruhe. Babington besuchte von 1821 bis 1823 die Charterhouse School und von 1823 bis 1826 als Tagesjunge eine Schule in Bath. Gemeinsam mit seinem Vater unternahm er zahlreiche Exkursionen, die frühzeitig sein Interesse an der Botanik weckten. Am 11. Oktober 1826 begann Babington sein Studium am St John’s College in Cambridge. In Cambridge wurde er mit dem Professor für Botanik John Stevens Henslow bekannt und wurde faktisch dessen Assistent. 1830 machte Babington seinen Abschluss als Baccalaureus Artium. Am 1. Juni 1830 wurde er Mitglied der Linnean Society of London. 1833 graduierte Babington als Baccalaureus Artium. In der Zwischenzeit hatte er ein verstärktes Interesse für Käfer entwickelt und gehörte im Mai 1833 zu den Gründungsmitgliedern der Entomological Society of London.
1834 veröffentlichte Babington mit der Flora Bathoniensis, einer Auflistung der in der Umgebung von Bath wachsenden Pflanzen, seine erste botanische Arbeit. Gemeinsam mit John Ball besuchte er 1835 Irland und schrieb darüber einen im Magazine of Natural History veröffentlichten Bericht. Am 16. Dezember 1835 wurde Babington Mitglied der Geological Society of London. Babington gehörte zu den Gründungsmitgliedern des am 11. März 1837 ins Leben gerufenen und nach John Ray benannten Ray Club, aus dem 1844 die Ray Society hervorging. Am 28. April 1838 wurde er deren Sekretär gewählt, ein Amt, das er bis 1893 ausübte.
1839 folgte mit Primitiae Flora Sarnicae, eine Flora der Kanalinseln, Babingtons zweites Buch – deren Ursprung zwei ausgedehnte Urlaube waren – die Babington dort mit Reverend William Williamson Newboald verbrachte. 1841 begleitet er John Hutton Balfour auf die Äußeren Hebriden. 1842 wurde er Mitherausgeber der Zeitschrift Annals and Magazine of Natural History. Nach neunjähriger Vorbereitungszeit erschien 1843 Babingtons Manual of British Botany. Es löste Johann Jacob Dillens 1724 erschienene dritte Auflage von John Rays Synopsis methodica Stirpium Britannicarum als Standardwerk über die britische Flora ab und erfuhr zu Babingtons Lebzeiten acht Auflagen. 1846 erschien seine Synopsis of the British Rubi, die den Beginn seiner lebenslangen Beschäftigung mit der Gattung Rubus markierte, die 1869 in der Veröffentlichung des Buches The British Rubi mündete. Die für das Buch geplanten Illustrationen durch John William Salter (1820–1869) konnten aufgrund dessen Ablebens nicht angefertigt werden. Ebenfalls 1846 unternahm Babington die einzige Reise, auf der er die britischen Inseln verließ und die ihn nach Island führte.
Am 5. Juni 1851 wurde er als Mitglied in die Royal Society aufgenommen, nahm jedoch kaum an den Aktivitäten der Gesellschaft teil. In den Jahren 1853, 1858 und 1861 war Babington Präsident der für Botanik und Zoologie zuständigen Sektion D der British Association for the Advancement of Science. 1860, zweihundert Jahre nach John Rays Catalogus plantarum circa Cantabrigiam nascentium, veröffentlichte Babington seine Flora of Cambridgeshire, die einen genauen Überblick über die in Cambridgeshire verbreiteten Pflanzenarten gab.
Nach dem Tod von John Stevens Henslow wurde Babington 1861 als dessen Nachfolger auf den Lehrstuhl für Botanik an der University of Cambridge berufen. Während dieser Zeit ließ er ein größeres Gebäude für das Herbarium errichten und erwarb für dieses unter anderem die Sammlungen von John Lindley und Léon Gaston Genevier (1830–1880). Am 3. April 1866 heiratete er Anna Maria, eine Tochter von John Walker vom Madras Civil Service.
Babington interessierte sich neben der Botanik stark für Archäologie. Er gehörte zu den Gründern der 1840 ins Leben gerufenen Cambridge Antiquarian Society. In deren Publikationen veröffentlichte er mehr als 50 Artikel. Außerdem engagierte er sich in der Cambrian Archaeological Association, deren Komitee er dreißig Jahre lang vorstand und deren Präsident er 1881 war. Seine wichtigste, 1851 veröffentlichte archäologische Schrift trug den Titel Ancient Cambridgeshire. Sie war ein Versuch, Römerstraßen und andere alte Straßen in Cambridgeshire aufzuspüren. Eine stark erweiterte Auflage erschien 1883.
1891 erkrankte Babington an einer akuten Lungenentzündung, der kurz darauf eine rheumatische Erkrankung folgte, die ihn fortan zur Nutzung eines Rollstuhl zwang. Seine Vorlesungen hielt stellvertretend für ihn Francis Darwin ab. Charles Cardale Babington wurde am 26. Juli 1895 auf dem Friedhof von Cherry Hinton bestattet. Seine aus etwa 1600 Bänden bestehende Bibliothek vermachte er der University of Cambridge.

## Dedikationsnamen
John Lindley benannte ihm zu Ehren 1842 die Pflanzengattung Babingtonia aus der Familie der Myrtengewächse. Auch Allium babingtonii ist nach ihm benannt.

## Schriften (Auswahl)
Bücher
- Flora Bathoniensis: or, a catalogue of the plants indigenous to the vicinity of Bath. Bath/Bristol/London 1834 (online).
  - Supplement to the Flora Bathoniensis. [E. Collins, Bath 1839].
- Primitiae Flora Sarnicae or, an Outline of the Flora of the Channel Islands of Jersey, Guernsey, Alderney, and Serk. Longman & Co., London 1839 (online).
- Manual of British botany, containing the flowering plants and ferns arranged according to natural orders. John Van Voorst, London 1843 (online).
- Flora of Cambridgeshire: or A catalogue of plants found in the county of Cambridge; with references to former catalogues, and the localities of the rarer species . John Van Voorst, London 1860 (online).
- The British Rubi: An attempt to discriminate the species of Rubus known to inhabit the British Isles. John Van Voorst, London 1869 (online).
- Ancient Cambridgeshire: or, An attempt to trace Roman and other ancient roads that passed through the country of Cambridge; with a record of the places where Roman coins and other remains have been found. 2. erweiterte Auflage, Printed for the Cambridge Antiquarian Society, Cambridge 1883 (online).

Zeitschriftenbeiträge
Babington veröffentlichte etwa 150 Artikel in verschiedenen Zeitschriften, darunter:
- Observations made during a Visit to Connamara and Joyce's Country, Ireland, in August, 1835. In: Magazine of natural history and journal of zoology, botany, mineralogy, geology and meteorology. Band 9, 1836, S. 119–130 (online).
- Localities of several Species of British Plants, observed during the Summer of 1835. In: Magazine of natural history and journal of zoology, botany, mineralogy, geology and meteorology. Band 9, 1836, S. 243–246 (online).
- Descriptions of those species of Polygonum and Fagopyrum which are contained in the Indian Herbarium of J. Forbes Royle, Esq., F.L.S., &c., late Superintendant of the H.E.I. Botanical Garden at Saharunpore, and now Professor of Materia Medica in King's College, London. In: Transactions of the Linnean Society of London. Band 18, Nummer 1, Juni 1838, S. 93–119 (online).
- A Synopsis of the British Rubi. In: Annals and Magazine of Natural History. Band 17, Nummer 111, 1846, S. 165–175 (online).
- A Revision of the Flora of Iceland. In: Journal of the Linnean Society of London, Botany. Band 11, Nummer 53, Mai 1870, S. 282–348 (online).

## Nachweise